# Arrondissement de Dianké Makha
L'arrondissement de Dianké Makha est l'un des arrondissements du Sénégal. Il est situé dans le département de Goudiry et la région de Tambacounda.
Il a été créé par un décret du 10 juillet 2008.
Il compte quatre communautés rurales :
- Communauté rurale de Dianké Makha
- Communauté rurale de Boutoucoufara
- Communauté rurale de Bani Israël
- Communauté rurale de Komoti

Son chef-lieu est Dianké Makha.